# Monster van Loch Ness

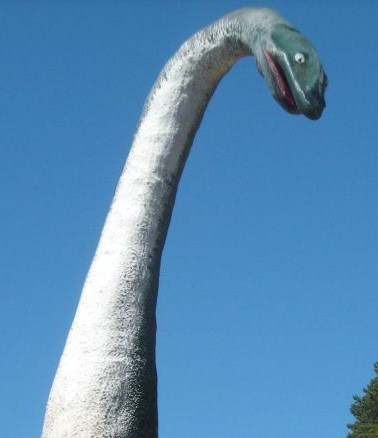
Model van een monster van Loch Ness in Drumnadrochit, Schotland

Beelden van het monster van Loch Ness; één bult; veel bulten; kop en hals; kop en rug; kop, hals en veel bulten

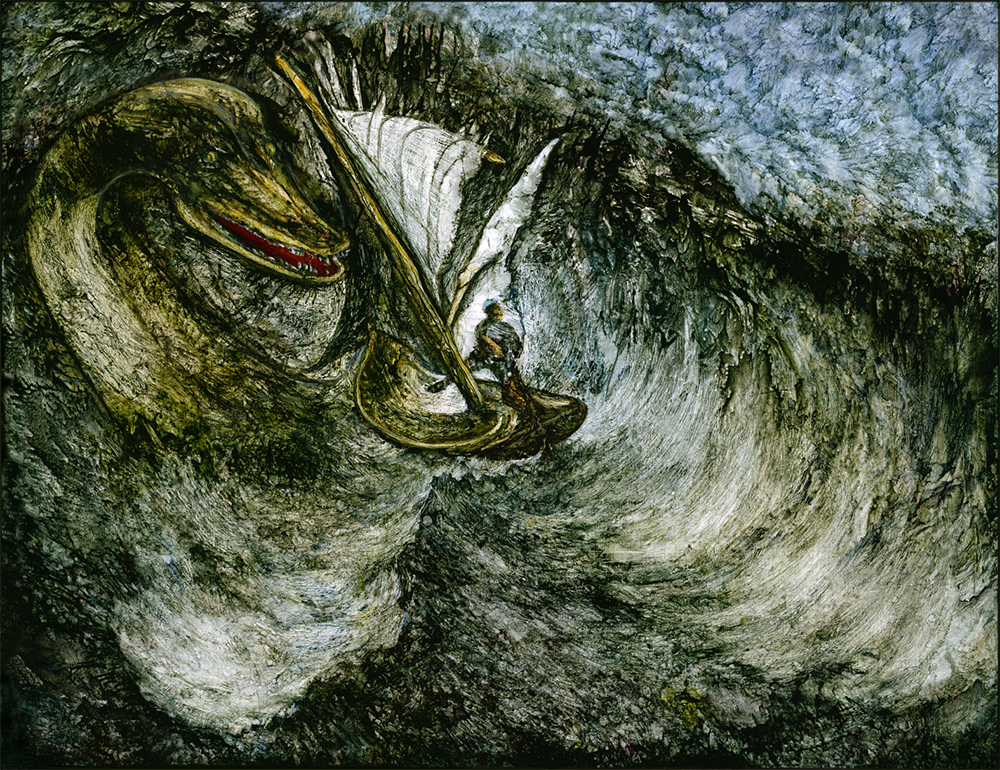
Het monster van Loch Ness

Het Monster van Loch Ness is een cryptozoölogisch dier dat volgens de sage zou leven in het Loch Ness, een groot, diep meer (loch) in Schotland. Het is een toeristische attractie.
Het dier wordt ook wel Nessie genoemd. Er bestaan vele onduidelijke foto's van, maar zijn bestaan is nooit aangetoond. Er bestaan verschillende theorieën over het monster.

## Uiterlijk
Het onderzoeksgebied naar het Monster van Loch Ness is de cryptozoölogie, wat betekent dat de kans groot is dat de verschijning van het beest een fabel is, en daarmee het uiterlijk ook.
Mensen die het dier zouden gezien hebben, zeggen dat het tussen de 3 en de 5 meter lang is. Anderen schatten het dier tussen de 12 en 15 meter lang. Velen beweren dat Nessie een bult op de rug heeft, maar enkelen menen twee of drie bulten gezien te hebben. Ook wordt vaak gezegd dat het dier een slangachtige hals van ongeveer 2 meter lang heeft, met een kleine kop en een geleidelijk bredere bek.
Sommige mensen denken dat Nessie een plesiosauriër is, die zich in Loch Ness gevestigd heeft. Eén 'Nessie' zou het natuurlijk geen 65 miljoen jaar volhouden, dus zouden ze zich in stand hebben moeten houden in een waarschijnlijk kleine populatie. Loch Ness is echter te koud en er is te weinig voedsel voor reptielen als deze.

## Taxonomie
Een aantal malen is geprobeerd om een soortsbeschrijving van het monster te maken en daarmee er een wetenschappelijke naam aan te koppelen: 
- Megophias monstrosus Rafinesque, 1817
- Megophias megophias (Rafinesque) Oudemans, 1892
- Megalotaria longicollis Heuvelmans, 1958
- Nessiteras rhombopteryx Scott & Rines, 1975[2]

De laatste naam is een samenstelling van de koosnaam "Nessie" en het Oudgriekse teras (opmerkelijk beest). Het epitheton rhombopteryx refereert aan de ruitvormige vinnen.
Scott en Rines achtten het noodzakelijk dat de soort een officiële zoölogische naam had omdat de Britse wetgeving alleen bescherming kon bieden aan soorten met een wetenschappelijk naam. Uitdrukkelijk schreven ze dat het hier om het dier gaat dat door St. Columba in 565 
is waargenomen, maar niet om wat door Rafinesque, Oudemans en Heuvelmans is waargenomen. Mocht later blijken dat het wel om dezelfde soort gaat dan zal een van de oudere namen prioriteit krijgen en Nessiteras vervallen tot synoniem. Het type van de soort is later bepaald tot de foto's bij het artikel.
De familie Nessiteratidae is monotypisch en wordt door Scott en Hines verondersteld tot de reptielen te behoren.

## Waarnemingen
Duizenden mensen zouden het dier reeds hebben gezien en verhalen erover zijn al eeuwen oud, al zijn er vanaf de twintigste eeuw veel meer waarnemingen bekend. De term "monster" werd voor het eerst gebruikt door Alex Campbell op 2 mei 1933.

### Columba

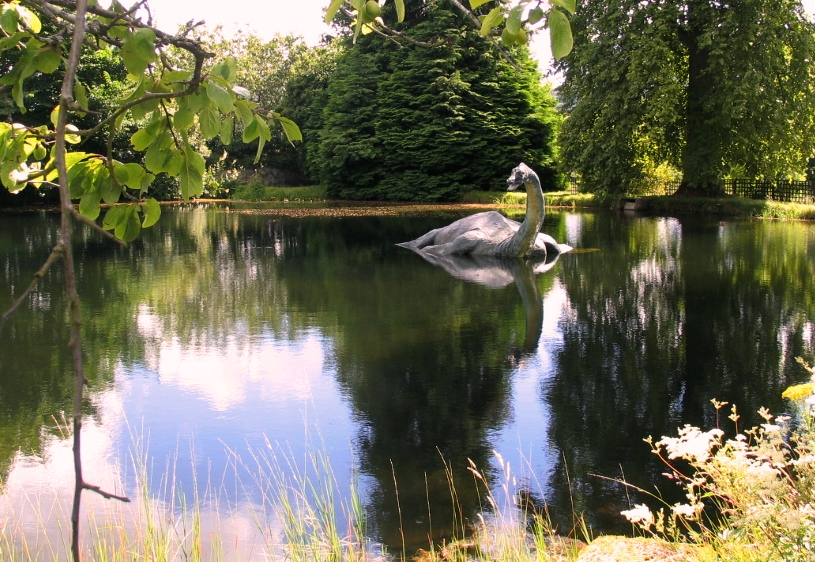
Betonnen model van Nessie dat zich bevindt in het dorpje Drumnadrochit, aan de noordelijke oever van Loch Ness

De oudste waarneming is terug te vinden in Life of St. Columba van Adomnán, geschreven ergens in de zevende eeuw.
Volgens Adomnán was het monster in het jaar 565 gezien door de priester Sint-Columba. Hij was op een missie om mensen tot het christendom te bekeren, toen hij langs een begrafenis bij de rivier Ness kwam. Volgens omstaanders was de man die begraven werd gedood door een "waterbeest". Nadat hij dit verhaal had gehoord, stuurde Columba zijn assistent Lugneus Mocumin het water in. Het beest dook opnieuw op en viel Mocumin aan. Columba hief hierop een Latijns kruis op, en sprak in de naam van God: “Tot hier en niet verder! Raak de man niet aan! Ga onmiddellijk weg!” Het monster trok zich terug in de diepten van het water. Mocumin overleefde het voorval en de mensen die aanwezig waren bekeerden zich onmiddellijk tot het christendom.
Mensen die in het bestaan van het monster geloven, gebruiken deze geschiedenis nog steeds als bewijs, maar sceptici zijn van mening dat het verhaal los staat van de sage en pas later met het monster van Loch Ness is geassocieerd. Dit onder andere omdat het verhaal zich op de rivier de Ness afspeelt en niet bij het meer. Bovendien was het niet ongebruikelijk dat men in oude tijden verhalen schreef over priesters die monsters zouden hebben verjaagd om zo mensen te bekeren tot het christendom.

### Waarnemingen vanaf 1933
De hedendaagse interesse in het monster ontstond in 1933, toen meerdere mensen het monster beweerden te hebben gezien. De eerste die met het verhaal kwam was Aldie Mackay, de manager van een hotel aan het meer, die beweerde op 15 April 1933 het monster te hebben gezien. De tweede waarneming was door het echtpaar Spicer, die op 22 juli 1933 het monster meenden te zien. Volgens hun verhaal hadden ze een monster de weg zien oversteken met een beest in zijn bek. Het monster sprong vervolgens in het meer. Deze verhalen haalden de voorpagina van de krant, en waren daarmee een wereldprimeur. De sage van "Nessie" was geboren.
In augustus 1933 kwam Arthur Grant met het verhaal dat hij het beest bijna zou hebben geschept met zijn motorfiets. Eveneens in 1933 beweerde een huishoudster genaamd Margaret Munro het monster gedurende 20 minuten te hebben gezien.
In mei 1943 zou C.B. Farrel van de Royal Observer Corps zijn afgeleid van zijn taak doordat hij het monster zag. In december 1954 zag de bemanning van de vissersboot Rival III een vreemd groot object op hun sonar.

## Expedities

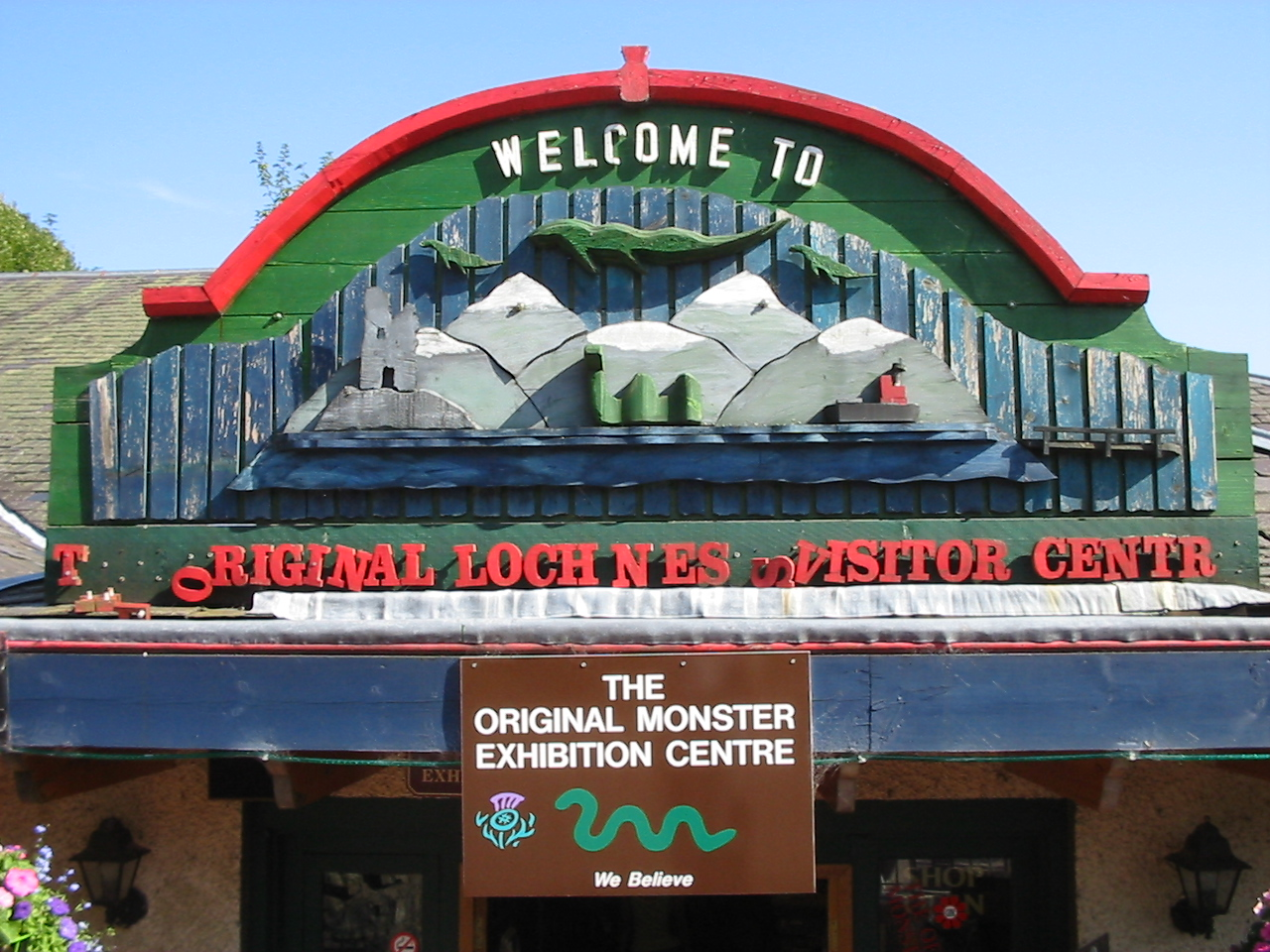
The Original Loch Ness Visitor Centre

Er is veel onderzoek naar dit monster gedaan. Een van de eersten die onderzoek deed naar het monster was Sir Edward Mountain, die in 1934 met 20 man op zoek ging naar het monster. 
In 1962 werd het Loch Ness Phenomena Investigation Bureau (LNPIB) opgericht om onderzoek te doen naar het bestaan van het monster. Daarnaast hebben meerdere mensen met sonar het meer afgezocht, zonder succes.
Zo zijn in 1987 twintig boten vijf dagen lang op zoek naar dit monster gegaan. Uiteindelijk hebben de opvarenden drie bewegende objecten gevonden, op een diepte van 150 tot 180 meter. Wegens geldgebrek moest de expeditie echter worden stopgezet.
In 2000 vond de meest recente zoekexpeditie van grootschalige omvang plaats. Twaalf wetenschappers trokken er met boten en sonarapparatuur op uit. De sonarapparatuur was volgens hen de beste manier om Nessie te vinden, aangezien het water te troebel is om in te filmen, wegens de vele algen op de bodem en in het water. Uiteindelijk schoot de expeditie weinig op en hadden de leden er weinig vertrouwen in dat het zou gaan lukken, tot ze een object tegenkwamen van zo'n vijf meter lang dat ongeveer de vorm had van Nessie (een sonar geeft geen perfect beeld maar duidt aan waar het signaal teruggekaatst is). Om te controleren of het geen tonnen waren of eventueel een wrak van een bootje voer men nogmaals over dezelfde locatie, maar het object was ditmaal weg.

## Foto's en films van het monster
Er bestaan veel foto’s en een paar films van het monster van Loch Ness, maar geen hiervan is echt scherp en van veel is inmiddels bewezen dat ze nep zijn.
Men heeft al meerdere malen geprobeerd valse bewijzen te maken die het bestaan van Nessie zouden aantonen. In 1951 werden bijvoorbeeld drie bulten, gemaakt van hooibalen en bedekt met donker zeildoek, op het water gefotografeerd. Verder zijn ook pootafdrukken van een groot monster bij de oever gevonden. Deze bleken afkomstig van een paraplubak, vervaardigd uit een nijlpaardpoot.

### Doktersfoto
Een van de beroemdste foto’s van het monster werd in 1934 gemaakt door dokter Robert Kenneth Wilson. Op de foto is het silhouet zichtbaar van een lange nek die uit het water steekt. Deze foto wordt ook wel de doktersfoto genoemd. Aanvankelijk zag men de foto als bewijs voor het bestaan van het monster, maar sceptici werden al snel achterdochtig. Inmiddels is bekend dat deze foto nep is. Op zijn sterfbed bekende de dokter dat het ging om een imitatiekop, die was bevestigd op een speelgoedonderzeeër. Hiervan had hij een foto gemaakt: de beroemde doktersfoto.

### Taylorfilm
In 1938 maakte G.E. Taylor, een Zuid-Afrikaanse toerist, opnamen van een vreemd wezen dat zich in het meer zou bevinden. De film is inmiddels in het bezit van Maurice Burton, maar deze weigert de film aan onderzoekers te geven. Hij publiceerde alleen een beeldje van de film in zijn boek The Elusive Monster. Volgens bioloog en cryptozoöloog Roy Mackal was de foto "positief bewijs" voor het bestaan van het monster. Toen de foto echter werd bekeken door leden van het National Institute of Oceanography, werd geconcludeerd dat het "monster" op de foto een gewoon levenloos voorwerp was.

### Dinsdalefilm
In 1960 maakte Tim Dinsdale opnamen van een vreemde bult die zich over het meer voortbewoog, en daarbij golven veroorzaakte die niet van een boot konden zijn. JARIC verklaarde dat het voorwerp op de film mogelijk een levend wezen was. Anderen waren echter sceptisch, en beweerden dat het voorwerp op de film net zo goed een boot kon zijn.
In 1993 maakte Discovery Communications een documentaire getiteld Loch Ness Discovered waarin een digitaal versterkte versie van Dinsdalefilm werd vertoond. Hierbij werd iets zichtbaar dat leek op het achterlichaam van een plesiosaurus. Ook dit wordt weer tegengesproken door critici.

## Mogelijke verklaringen voor het monster

### Circustheorie
In maart 2006 beweerde een onderzoeker dat, in de tijd dat het monster de eerste keer gezien werd, er een circus in de nabijheid zijn kampement had opgeslagen en mogelijkerwijs een olifant een bad heeft genomen in het meer. Tijdens dit bad zouden alleen de rug en slurf zichtbaar zijn geweest, wat door een voorbijganger is opgemerkt. Wat de circusdirecteur extra verdacht maakt, is dat hij £20.000 (ongeveer € 29.000 in maart 2006) uitloofde voor degene die het monster kon vangen voor zijn circus in Londen. Misschien creëerde de circusdirecteur de sage om meer aandacht voor zijn circus te genereren.

### Andere dieren
Behalve de olifant zijn er ook andere dieren die per ongeluk aangezien kunnen worden voor het monster.
Een van de eerste theorieën over het monster was dat het in werkelijkheid een enorme aal zou betreffen. Ook zou het een groot uitgevallen vis kunnen betreffen. Daarnaast zijn zwermen vogels die laag over het meer zouden vliegen en zeehonden die af en toe het meer aandoen een mogelijke verklaring voor het monster.

### Levenloze voorwerpen
Levenloze voorwerpen die op het water drijven kunnen bij slecht zicht ook voor het monster worden aangezien. In 1933 kwam de Daily Mirror met een artikel over een boomstam die was aangespoeld, waarvan de vorm met wat fantasie deed denken aan de nek van het monster. Ook een reeks artikelen uit New Scientist, geschreven in 1982 door Dr Maurice Burton, noemt bomen, zoals de grove den, als bron voor het monster.

### Optische effecten
Bij bepaalde weersomstandigheden kan het water in het meer op enkele plekken donkere vlekken vertonen (mogelijk doordat de bergen rond het meer erin worden weerspiegeld). In 1979 toonde Lehn aan dat atmosferische lichtbreking de manier waarop dieren en voorwerpen werden waargenomen kon aantasten. Zo toonde hij onder andere enkele rotsen aan die door deze lichtbreking op een hals en kop leken.

### Seismologische activiteit
De Italiaanse geoloog Luigi Piccardi lanceerde in 2001 een theorie volgens welke de waarnemingen van een onbekend wezen, het gevolg zijn van de seismologische activiteit in de streek. Het Loch Ness is gesitueerd in Great Glen, een dal dat ontstaan is door de breuklijn tussen twee aardplaten. Het meer ligt dus exact in een breukzone. Slechts een kleine schok kan het wateroppervlak in beweging brengen. Door de geologische activiteit kunnen ook gasbellen ontstaan. Volgens Piccardi kunnen deze voor een levend wezen worden aangezien, door gezichtsbedrog en/of door verhalen van de sage.

## Toerisme
Het verhaal wordt vooral in stand gehouden om zo het toerisme te onderhouden in de omgeving van Loch Ness en Inverness.

## Nessie in de media
De sage van het Monster van Loch Ness heeft veel schrijvers en filmmakers geïnspireerd. Het monster of referenties ernaar zijn in tal van boeken, strips, films, televisieseries en liedjes terug te vinden.
Quagmire, de 22e episode uit het 3e seizoen van de televisieserie The X-Files die op 3 mei 1996 uitgezonden werd, is hierop gebaseerd.
Het monster van Loch Ness is ook de titel van een kort verhaal van Suske en Wiske.
Daarbij is de titel van album 199 van De Rode Ridder Loch Ness. Het gaat ook over het monster dat in het meer schuilt.